# Matt Keeling
Matt J. Keeling (nascido em junho de 1970) é professor do Instituto de Matemática e da Escola de Ciências da Vida da Universidade de Warwick. Ele é editor da revista Epidemics desde 2007.